# Moschenskoje (Kaliningrad)
Moschenskoje (russisch Мошенское, deutsch (Adlig) Pil(l)kallen, 1921–1938 Neu Pillkallen, 1938–1945 Rüttelsdorf) ist ein Ort in der russischen Oblast Kaliningrad. Er gehört zur kommunalen Selbstverwaltungseinheit Munizipalkreis Osjorsk im Rajon Osjorsk.

## Geographische Lage
Die Ortschaft liegt in der historischen Region Ostpreußen,  zwölf Kilometer westlich der Rajonstadt Osjorsk (Darkehmen/Angerapp).

## Geschichte
Das Gutsdorf Adlig Pillkallen hatte im Jahre 1818 lediglich 41 Einwohner, deren Zahl sich jedoch bis 1863 auf 88 verstärkte. Pillkallen gehörte zwischen 1874 und 1945 zum Amtsbezirk Ernstburg (russisch nach 1945: Sady, nicht mehr existent) im Kreis Darkehmen (1938 Kreis Angerapp, 1939–1945 Landkreis Angerapp) im Regierungsbezirk Gumbinnen der preußischen Provinz Ostpreußen.
Am 20. Juni 1921 wurde der bisherige Gutsbezirk Adlig Pillkallen in die neue Landgemeinde Neu Pillkallen umgewandelt. Die Einwohnerzahl war bis 1933 auf 178 angestiegen und betrug 1939 noch 147. Ab dem 3. Juni 1938 (mit amtlicher Bestätigung vom 16. Juli 1938) hieß Neu Pillkallen Rüttelsdorf.
Die Region wurde gegen Ende des Zweiten Weltkriegs im Januar 1945 von der Roten Armee besetzt. Im Sommer 1945 wurde das Dorf zusammen mit dem gesamten nördlichen Ostpreußen gemäß dem Potsdamer Abkommen unter sowjetische Verwaltung gestellt. Im Jahr 1950 erhielt der Ort die russische Bezeichnung Moschenskoje und wurde dem Dorfsowjet Oljochowski selski Sowet im Rajon Osjorsk zugeordnet. 1954 gelangte der Ort in den Nowostrojewski selski Sowet. Von 2008 bis 2014 gehörte Moschenskoje zur Landgemeinde Nowostrojewskoje selskoje posselenije, von 2015 bis 2020 zum Stadtkreis Osjorsk und seither zum Munizipalkreis Osjorsk.

## Verkehr
Durch den Ort führt die Kommunalstraße 27K-162 von Swoboda (Jänischken/Jänichen) an der Regionalstraße 27A-037 (ex A197) über Nowostrojewo (Trempen) nach Saosjornoje (Kowarren/Kleinfriedeck) an der Regionalstraße 27A-025 (ex R508).

## Kirche
Die überwiegend evangelische Bevölkerung von Adlig- bzw. Neu Pillkallen/Rüttelsdorf war bis 1945 in das Kirchspiel Trempen (russisch: Nowostrojewo) eingepfarrt, das zum Kirchenkreis Darkehmen (1938–1946 Angerapp, russisch: Osjorsk) in der Kirchenprovinz Ostpreußen der Kirche der Altpreußischen Union gehörte.
Heute liegt Moschenskoje im Einzugsbereich der in den 1990er Jahren neu gegründeten evangelischen Gemeinde der Salzburger Kirche in Gussew (Gumbinnen). Sie ist der ebenfalls neu errichteten Propstei Kaliningrad in der Evangelisch-Lutherischen Kirche Europäisches Russland (ELKER) zugeordnet.